# Piotr Grella-Możejko
Piotr Grella-Możejko (ur. 15 marca 1961 w Bytomiu) – polski kompozytor, literaturoznawca, tłumacz, grafik i publicysta; zamieszkały w Kanadzie.

## Życiorys
Studiował prywatnie w latach 1977-1983 kompozycję pod kierunkiem Edwarda Bogusławskiego i Bogusława Schaeffera. Ukończył studia z zakresu nauk społecznych (dziennikarstwo) na Uniwersytecie Śląskim w Katowicach.
W 1989 roku wyemigrował do Kanady i zamieszkał w Edmonton, gdzie rozpoczął na University of Alberta studia literaturoznawstwa u Jonathana Harta, Edwarda Blodgetta, Uri Margolina, Edwarda Możejki, Paula Robberechta i Milana Dimica. Studiował tam też kompozycję u Alfreda Fishera, Henry Klumpenhouwera i Christophera Lewisa. Od roku 1998 prowadzi na tym uniwersytecie interdyscyplinarne badania nad muzyką, literaturą i innymi dziedzinami sztuki.
Jego kompozycje były prezentowane na wielu festiwalach muzyki współczesnej w krajach obu Ameryk, Europy i Azji. Niektóre utwory ukazały się na płytach kilku wytwórni fonograficznych. Jego artykuły poświęcone muzyce ukazały się w wielu czasopismach.
W roku 2004 został członkiem zwyczajnym Związku Kompozytorów Polskich.